# Kroatische Franziskanerprovinz des heiligen Ladislaus

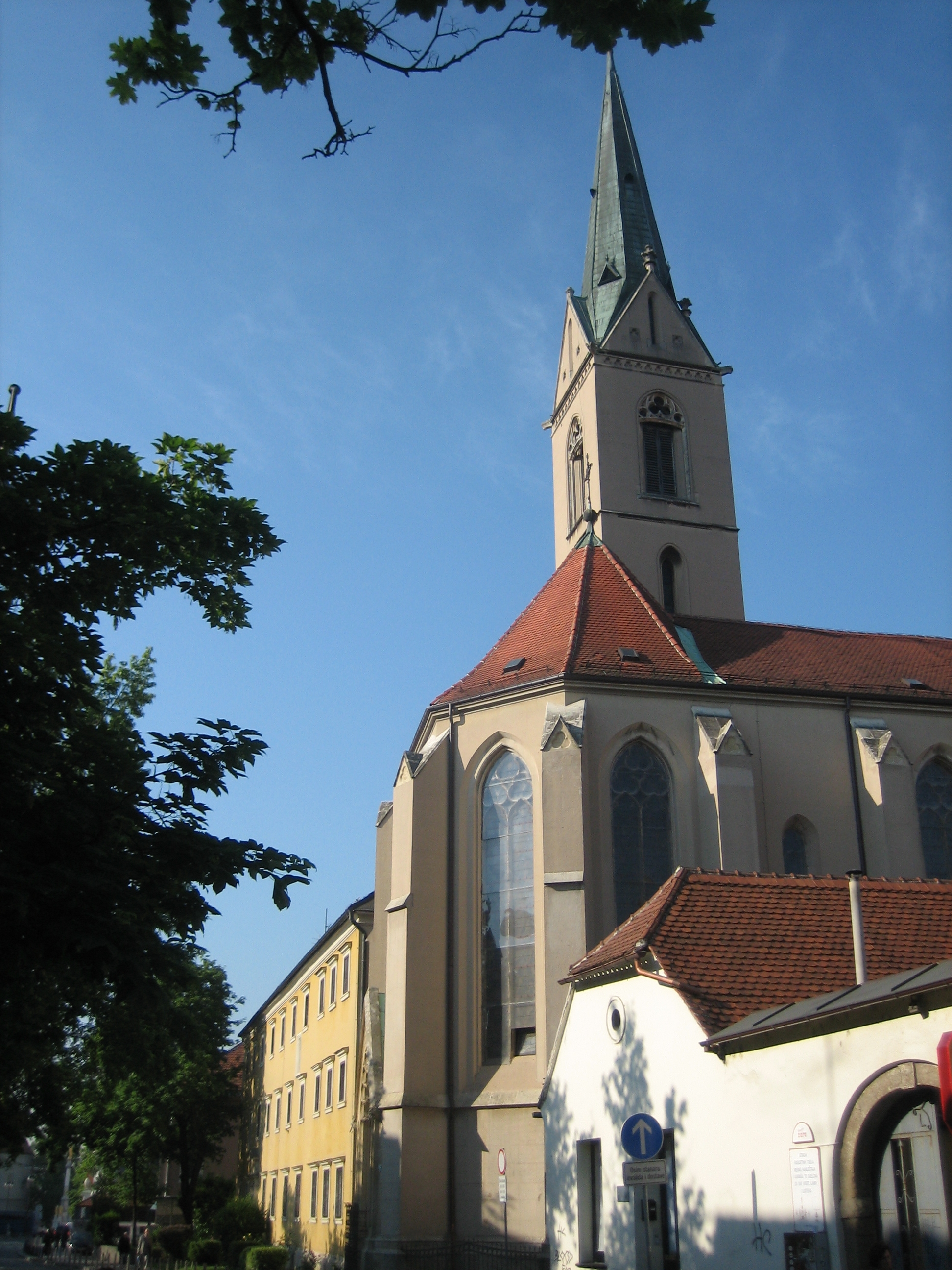
Klosterkirche des Franziskanerklosters Zagreb

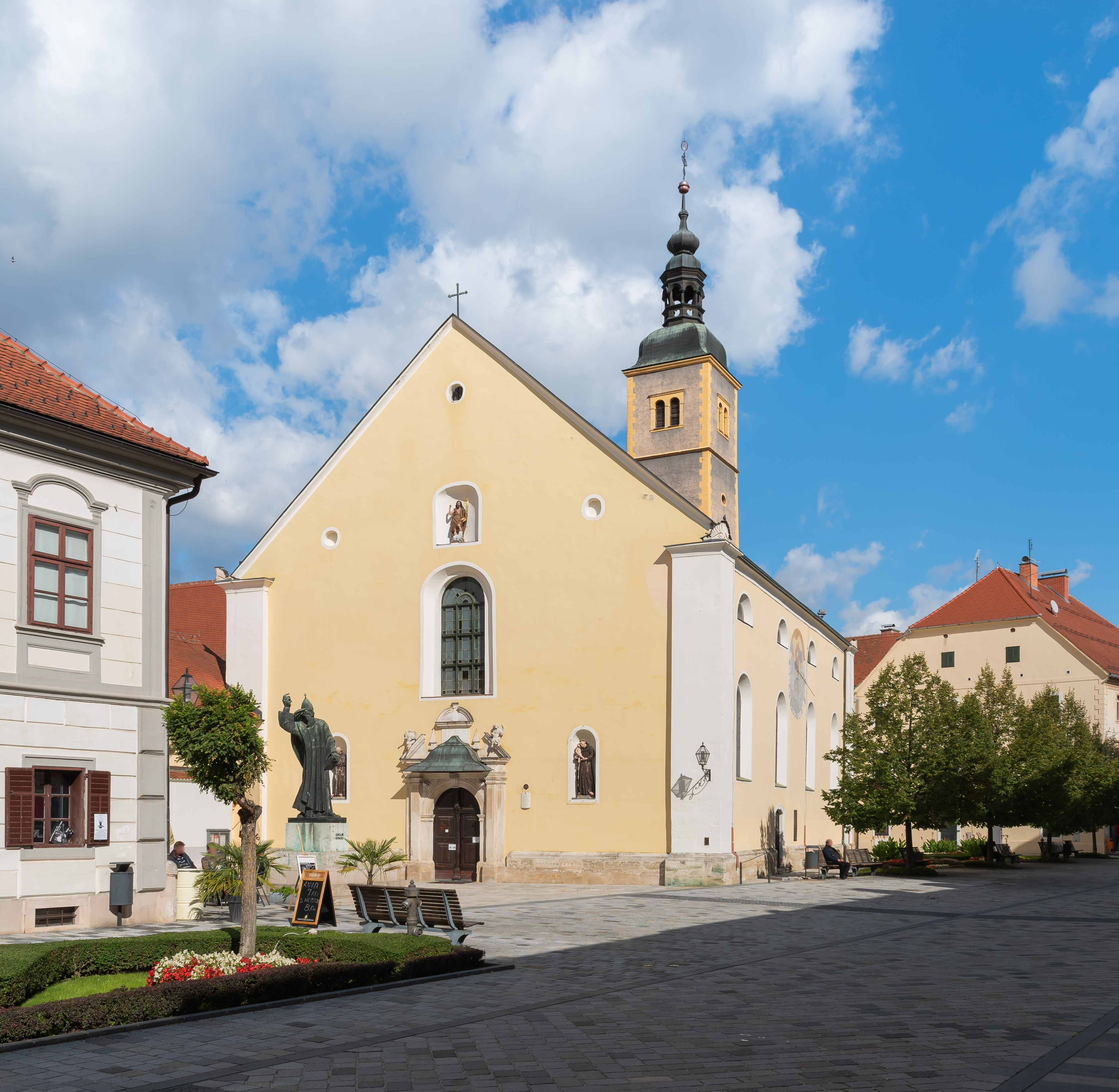
Klosterkirche des Franziskanerklosters Varaždin

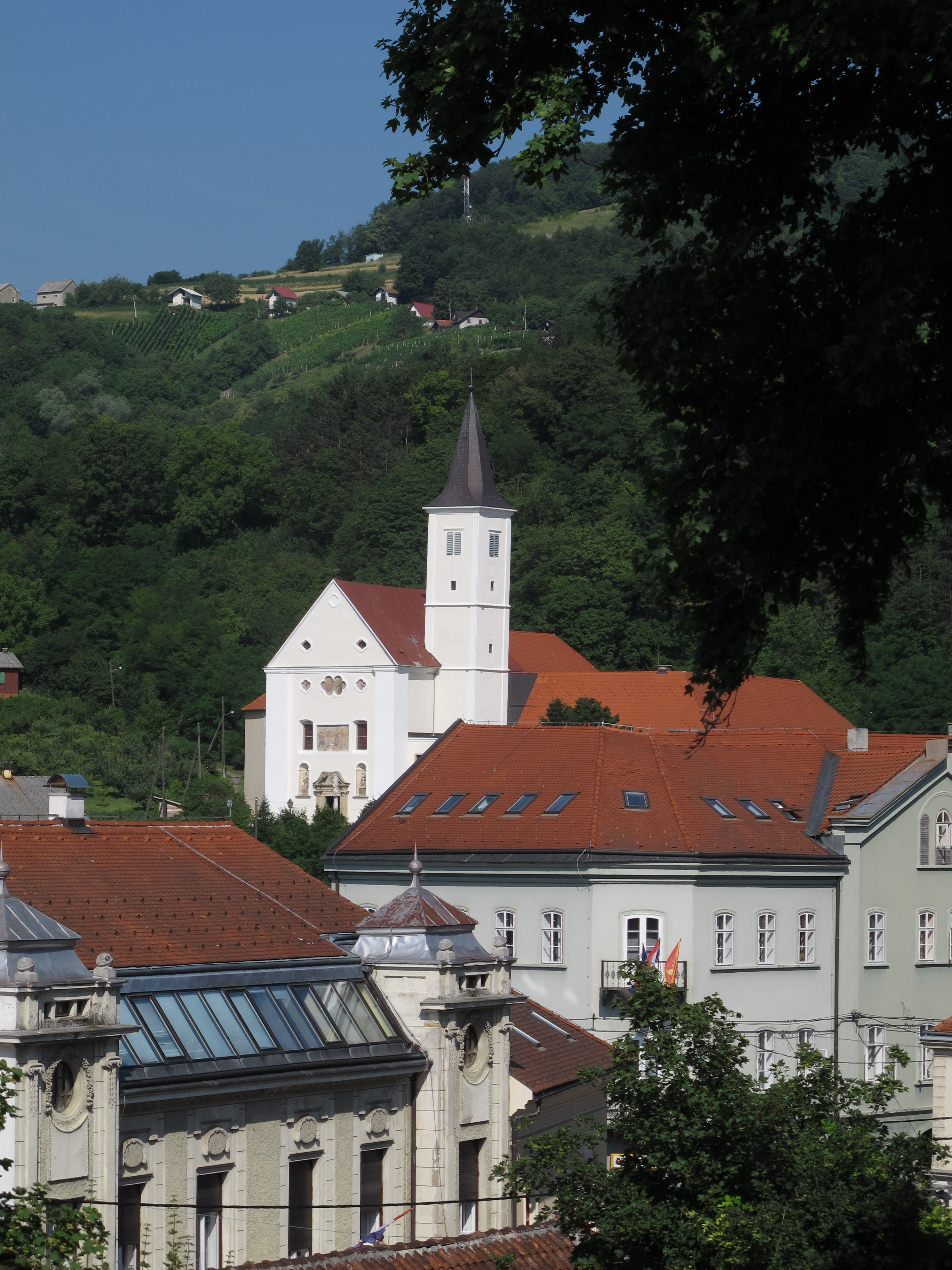
Klosterkirche des Franziskanerklosters Krapina

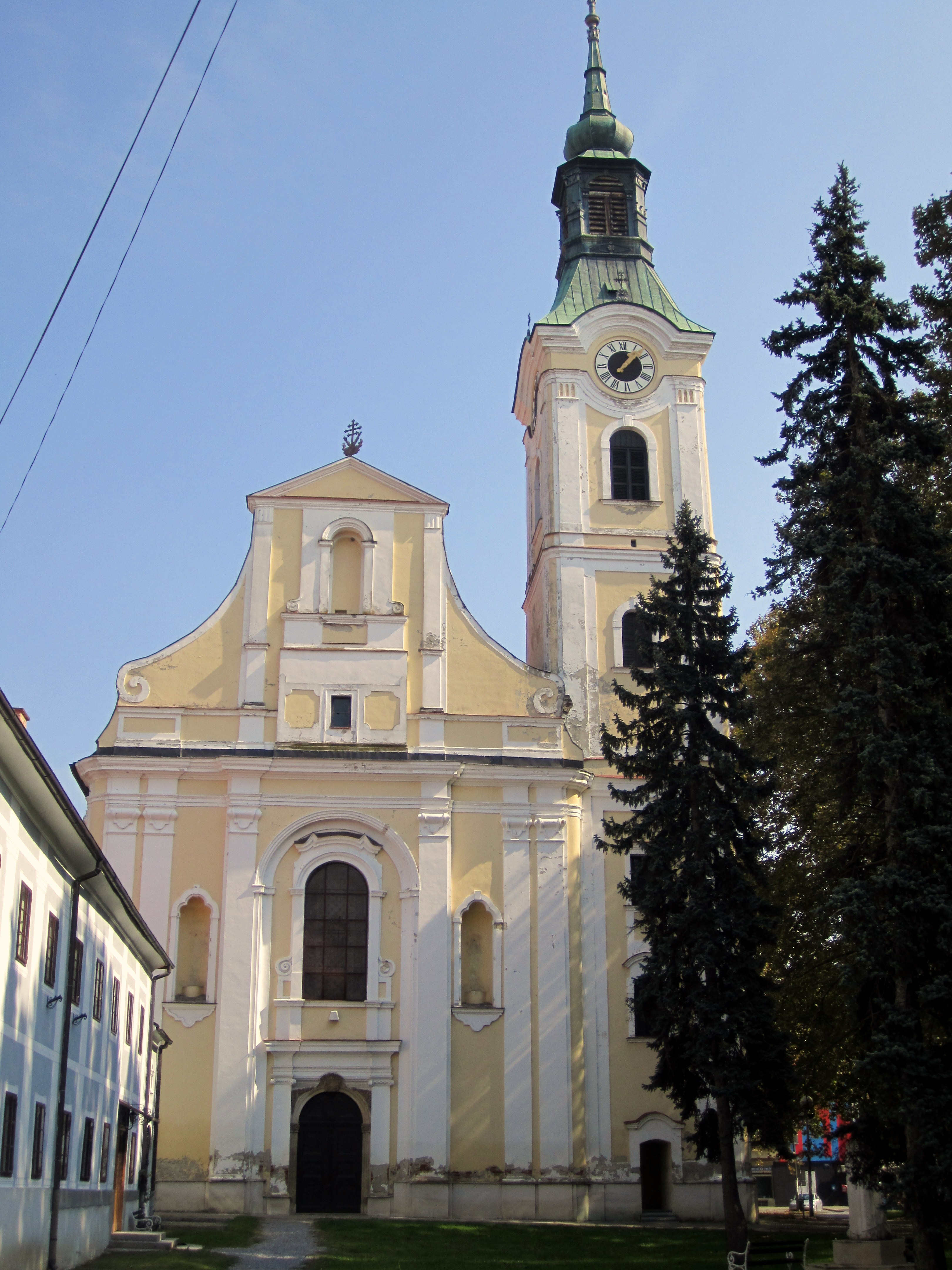
Klosterkirche des Franziskanerklosters Virovitica

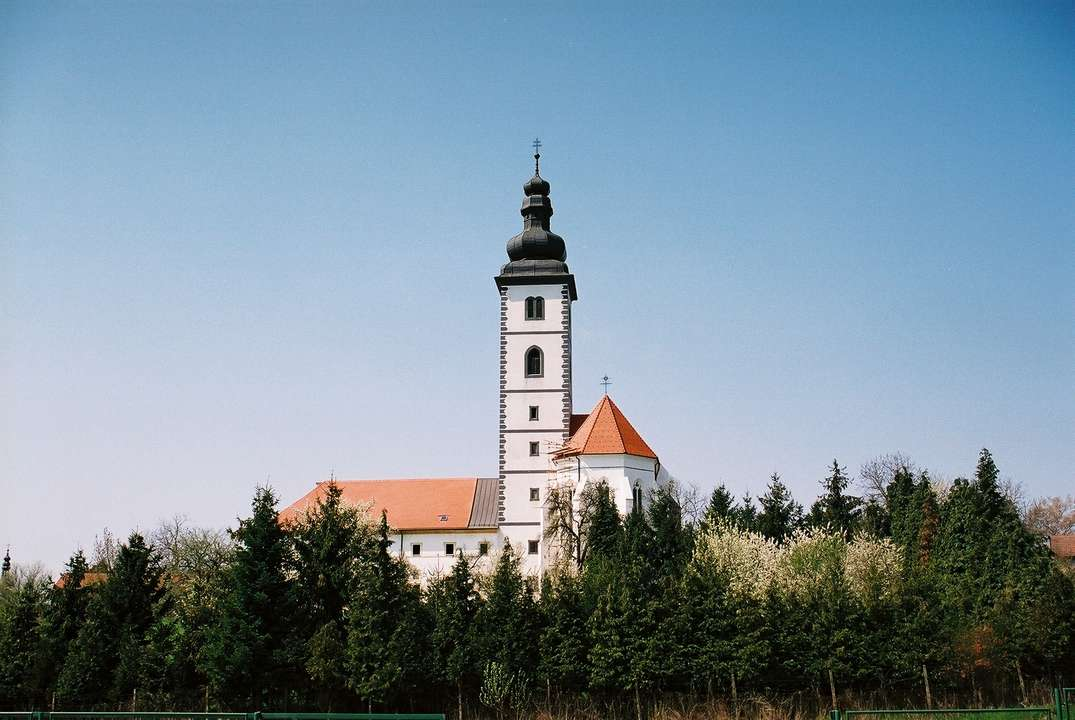
Franziskanerkloster Kloštar Ivanić

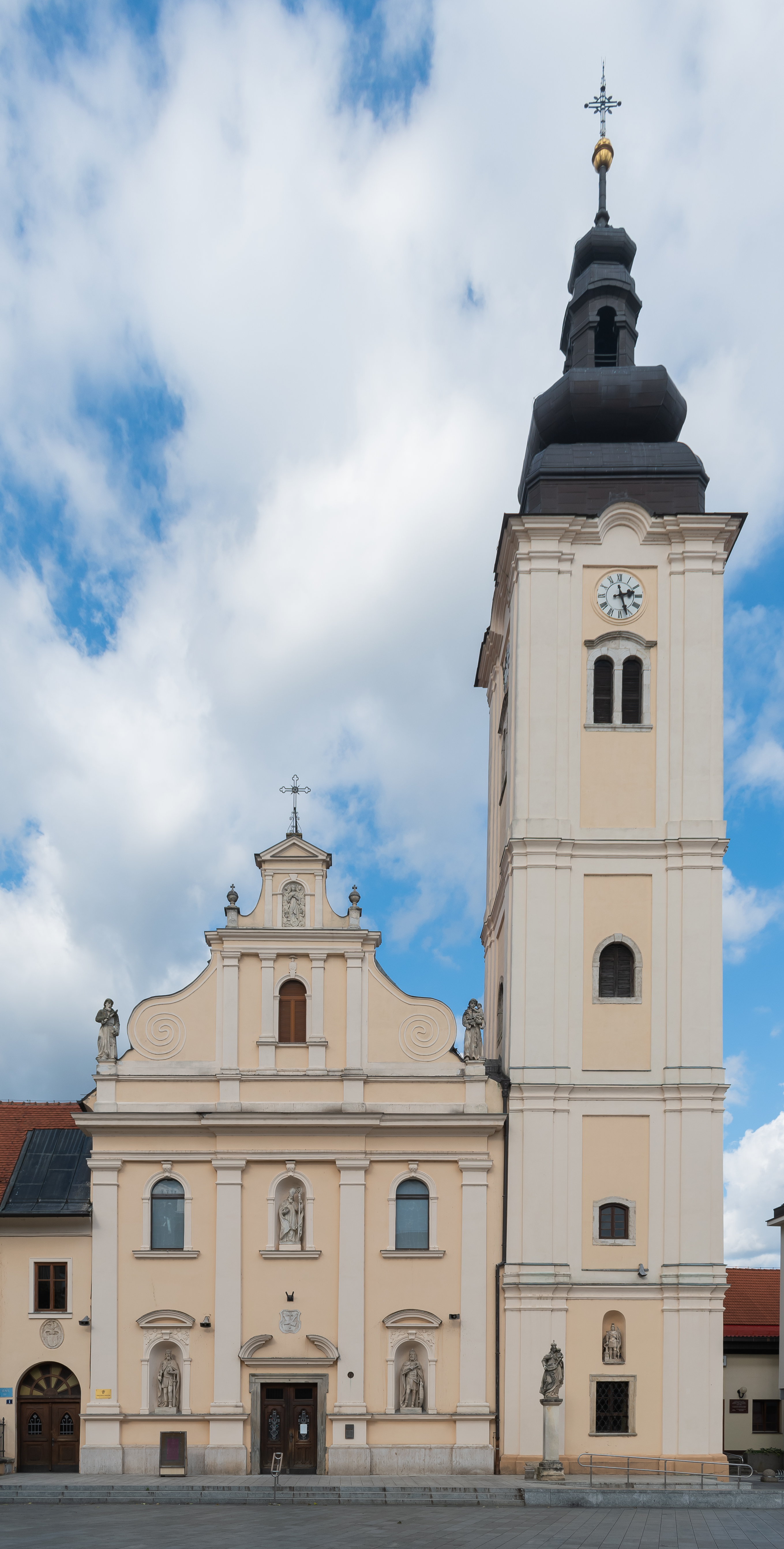
Klosterkirche des Franziskanerklosters Čakovec

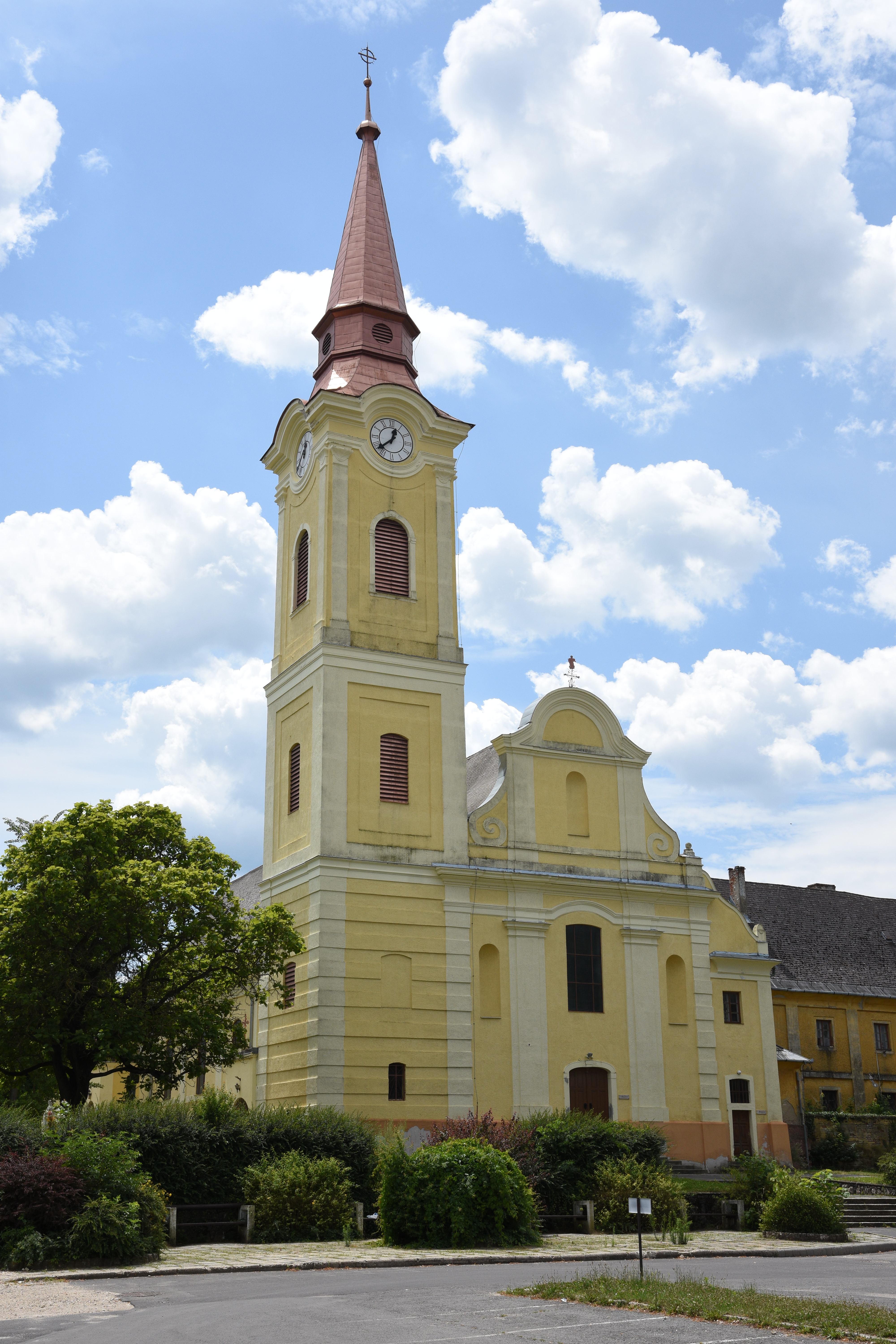
Klosterkirche des Franziskanerklosters Nagykanizsa

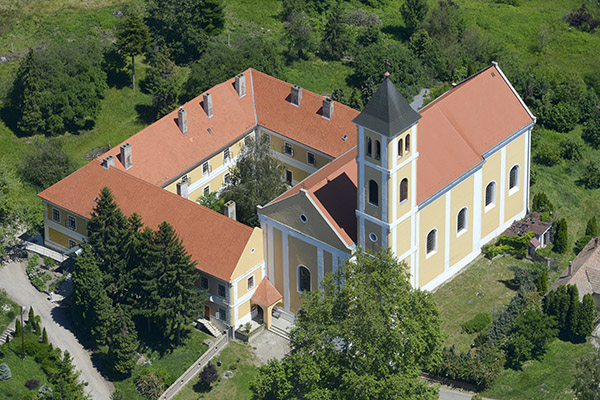
Franziskanerkloster Segesd

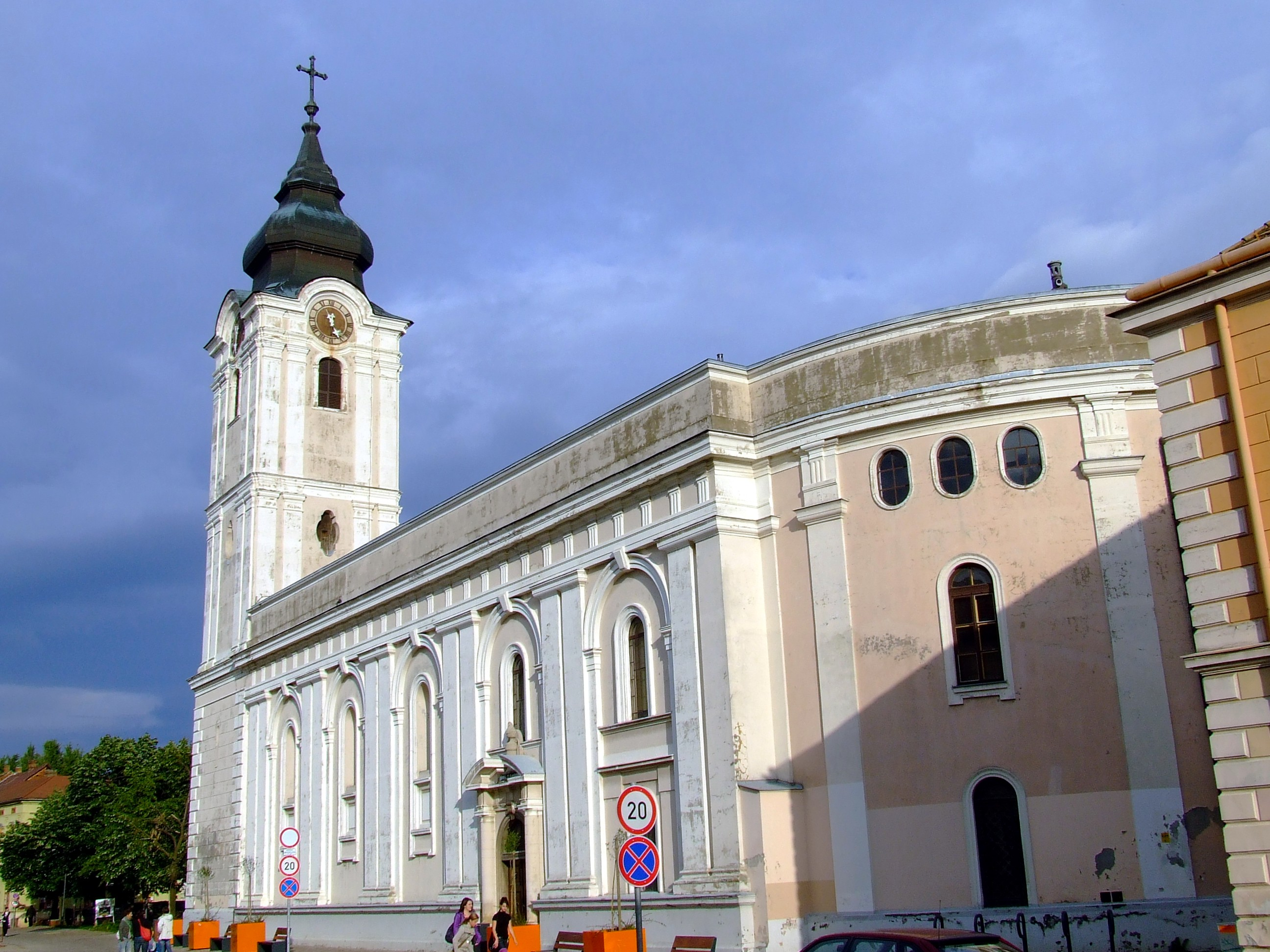
Franziskanerkloster Pecs

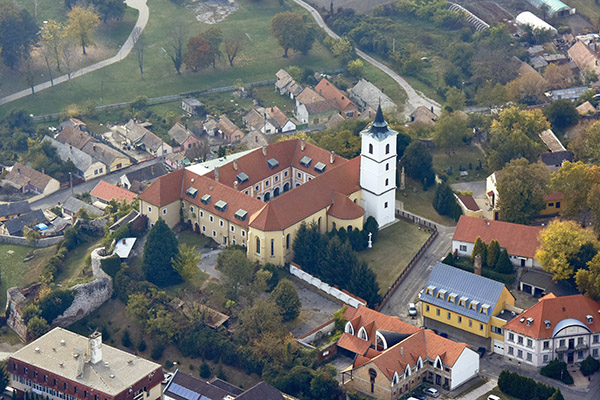
Franziskanerkloster Siklós

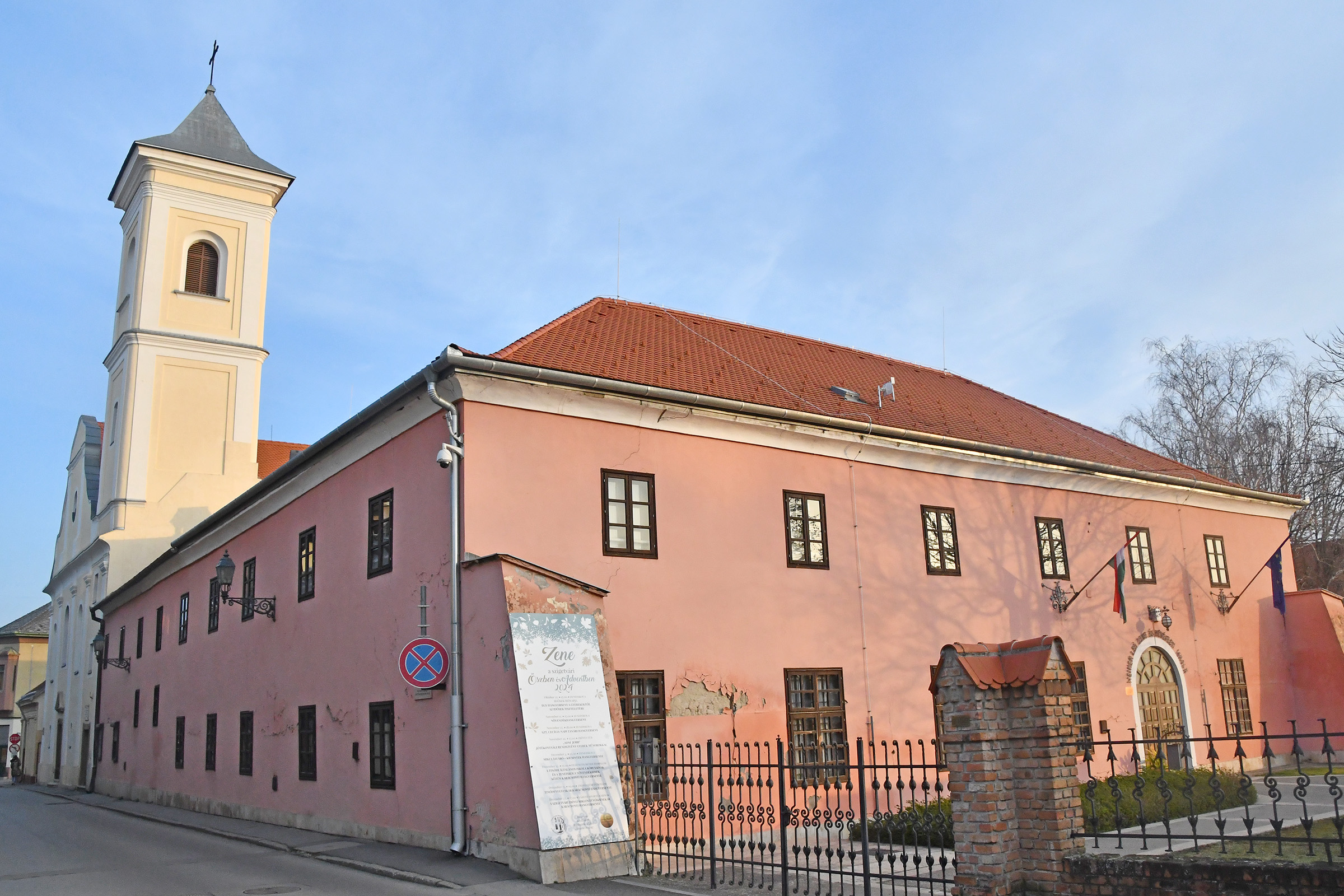
Franziskanerkloster Szigetvár

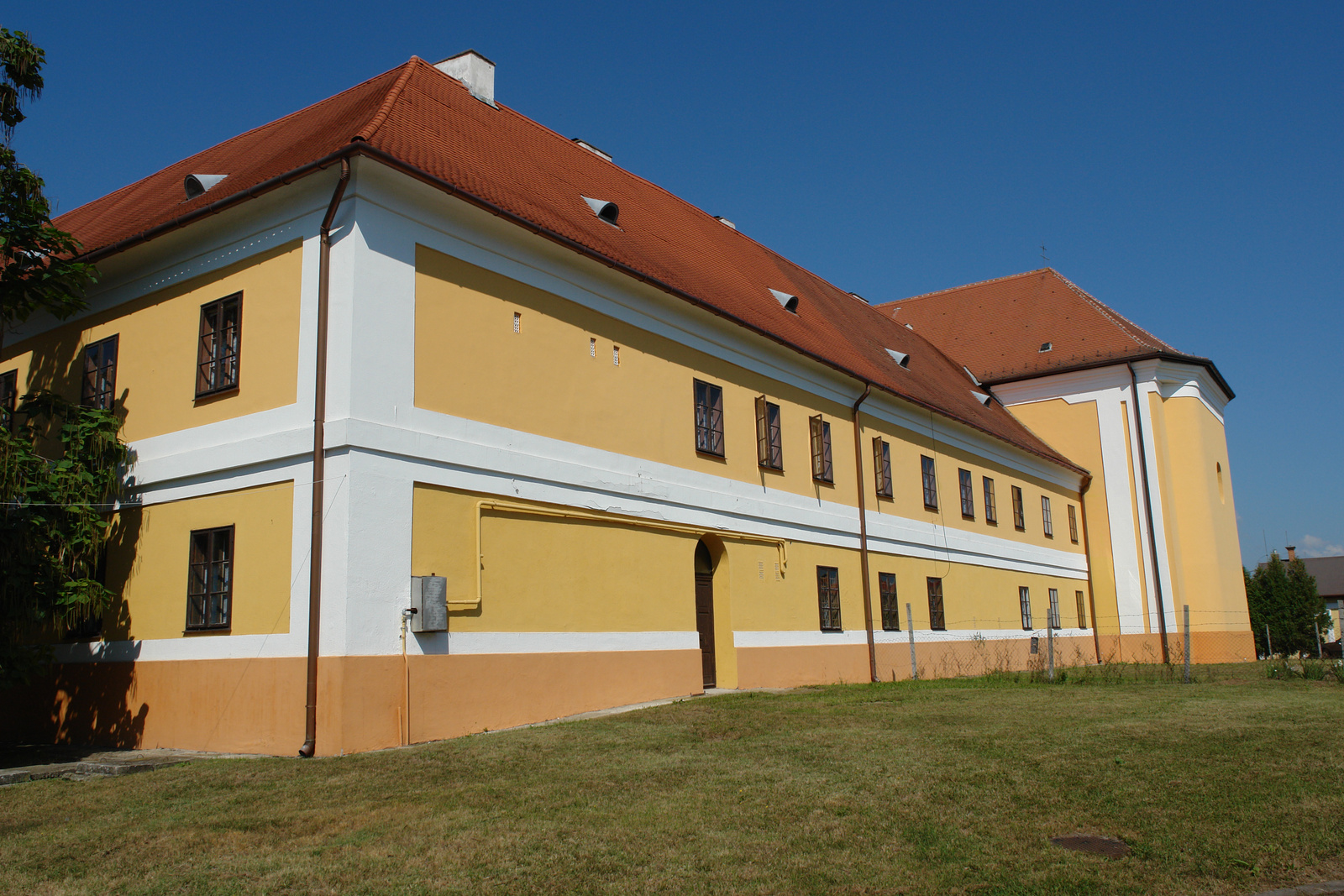
Franziskanerkloster Nagyatád

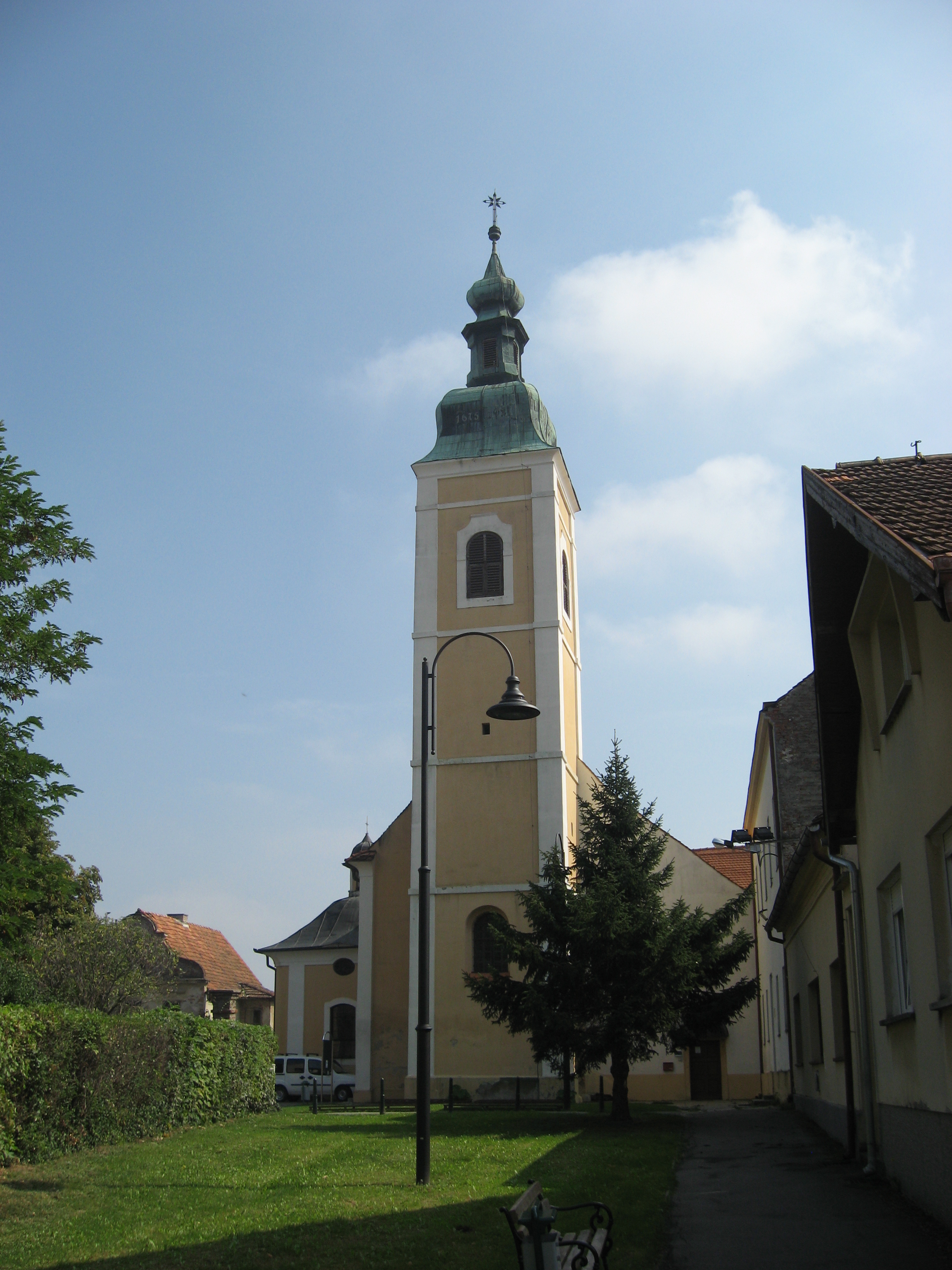
Klosterkirche des Franziskanerklosters Koprivnica

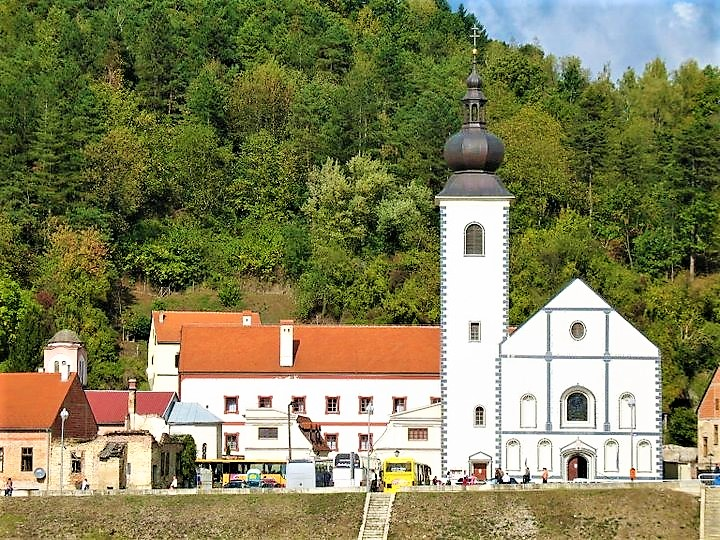
Franziskanerkloster Hrvatska Kostajnica

Die Kroatische Franziskanerprovinz des heiligen Ladislaus (auch Croatische Provinz des heiligen Ladislaus, Provincia S. Ladislai in Sclavonia und Provincia S. Ladislai Regis) war eine Ordensprovinz der Franziskaner. 1655 erfolgte der Beschluss, die Kustodie Zagreb von der Ungarischen Marianer-Provinz (Provincia S. Mariae in Hungaria) abzutrennen. Die Abtrennung trat jedoch erst 1661 in Kraft. Die neue Provinz umfasste Konvente im heutigen Slawonien (Kroatien), im zentralen nördlichen Teil von Kroatien, Slowenien und im südwestlichen Ungarn. 1900 wurde die Kroatische Franziskanerprovinz des heiligen Ladislaus aufgehoben. Die Konvente der aufgelösten Provinz wurden zusammen mit einigen Konventen der Kapistraner-Franziskanerprovinz (Provincia S. Joannis a Capistrano) und der ebenfalls aufgelösten Kroatisch-krainischen Provinz zum Heiligen Kreuz zur neuen Kroatischen Provinz zu den heiligen Kyrill und Methodius (Provincia SS. Cyrilli et Methodii) zusammengelegt.

## Geschichte
Im Gebiet des im Mittelalter (und bis weit in die Neuzeit hinein) sehr großen Königreichs Ungarn richtete der Franziskanerorden schon in den 1230er Jahren eine Ordensprovinz Hungaria ein. Mit dem Aufkommen der Observanzbewegung entstand im 15. Jahrhundert und parallel zur etablierten Provinzgliederung eine Vikarie der Observanten in Ungarn. Diese Ungarische Observantenvikarie wurde 1517 als Ungarische Salvatorianer-Provinz (Provincia S. Salvatoris in Hungaria) in den Franziskanerorden aufgenommen. Im Jahr 1629 schloss sich diese Provinz den Franziskaner-Reformaten an.
Die Konvente der ursprünglichen Konventualen-Ordensprovinz Hungaria reformierten sich und schlossen sich 1517 ebenfalls dem Franziskanerorden, und nicht dem Minoritenorden an. Aus diesen Konventen der reformierten Konventualen wurde 1523 die Ungarische Marianer-Provinz (Provincia S. Mariae in Hungaria) gebildet. Auch sie schloss sich im 17. Jahrhundert den Franziskaner-Reformaten an. 1606 war zwar schon die Union der beiden Franziskaner-Provinzen beschlossen, aber nicht umgesetzt worden.
1655 erfolgte dann der Beschluss, die Kustodie Zagreb von der Ungarischen Marianer-Provinz abzutrennen und sie zu einer eigenen Provinz zu erheben. 1661 trat die Abtrennung und Verselbständigung der Kustodie Zagreb in Kraft. Die neue Provinz erhielt den Namen Provincia Obs. S. Ladislai (meist dann nur Provincia S. Ladislai oder Provincia S. Ladislai Regisgenannt). Ein anderer Name, der sich in der Literatur für diese Provinz findet, ist Provincia Sclavonia S. Ladislai (Name nach einem Siegel von 1661). Cavalli nennt sie im Titel De Provincia Regularis Observantiae S. Ladislai Sclavoniae. Im Hof- und Staatshandbuch der Österreichisch-Ungarischen Monarchie wird sie ab 1854 Croatische Provinz des heiligen Ladislaus genannt. Die neue Provinz umfasste Konvente, die (heute) im östlichen Slowenien, im mittleren und östlichen Nordkroatien und in Südwestungarn lagen.
1741 gehörten folgende Konvente zu dieser Provinz:
- Agram/Zagreb (Patrozinium: Hl. Franziskus, gegr. Anfang 13. Jahrhundert, zerstört, 1527 wieder aufgebaut, Lage: )
- Friedau/Ormož (Patrozinium: Mariä Unbefleckte Empfängnis, 1546 an die Ungarische Salvatorianer-Provinz, dann an die Ungarische Marianer-Provinz, 1655/61 an die Kroatische Provinz des heiligen Ladislaus, 1785 abgetrennt und an die Kroatisch-Krainische Provinz angeschlossen,[6] 1786 Konvent aufgegeben und Gebäude wenige Jahrzehnte später abgebrochen,[7] ungef. Lage: )
- Remetinec (Patrozinium: Mariä Geburt, gegr. in den 1460er Jahren, 1561 aufgegeben, zweite Hälfte 17. Jahrhundert wieder besiedelt, 1786 säkularisiert[7] Lage: )
- Warasdin/Varaždin (Patrozinium: Johannes der Täufer, ursprünglich Johanniterbesitz, 1617 an die Franziskaner, Lage: )
- Krapina (Patrozinium: Hl. Katharina, 1641 gegründet, 1823 durch Brand schwer beschädigt, bis 1826 wieder aufgebaut, Lage: )
- Veröcze/Virovitica (Patrozinium: Hl. Rochus, 1370 gegr., 1553 von den Türken zerstört, 1729 wieder errichtet, Lage: )
- Ivanić/Kloštar Ivanić (Patrozinium: Johannes der Täufer, urspr. Augustiner, von den Türken zerstört, 1639 neu gegr., Lage: )
- Čakovec/Csáktornya/Tschakothurn (Patrozinium: Hl. Nikolaus, 1659 gegr., Lage: )
- Križevci (Patrozinium: Mariä Himmelfahrt, ? gegr., 1783 aufgehoben,[7] heute griechisch-katholische Kirche und Bischofspalast, Lage: )
- Hrastovica (Patrozinium: ?, gegr. ?, 1591 zerstört, 1697 wieder besiedelt, 1771 Residenz, 1791 aufgehoben,[7] Lage: )
- Nagy Kanisch/Nagykanizsa (Patrozinium: Hl. Joseph, gegr. 1418, 1600 aufgegeben, 1680 wieder errichtet, Lage: ) Segösdiensis
- Segösd/Segesd (Patrozinium: Hl. Ladislaus, 1774 gegr., Lage: )
- Fünfkirchen/Pécs (Patrozinium: Stigmatisierung des Hl. Franziskus, gegr. 1301, 1543 von den Türken zerstört, 1686 wieder begründet, Lage: )
- Siklós (Patrozinium: Hl. Dreifaltigkeit, urspr. Benediktiner, 1543 von den Türken zerstört, 1689 wieder errichtet, Lage: )
- Szigetvár (Patrozinium: Hl. Antonius von Padua, gegr.: ?, 1552 von den Türken zerstört, 1688 wieder den Franziskanern übergeben, Lage: )
- Kopreinitz/Kapronca/Koprivnica (Patrozinium: Hl. Antonius von Padua, 1292 gegründet, bald darauf wieder aufgegeben, 1372 wieder besiedelt, Lage: )
- Nagy Ottad/Nagyatád (Patrozinium: Hl. Kreuz, gegr. 1740, 1856: Residenz, Lage: )
- Máriagyüd (Patrozinium: Mariä Heimsuchung, ursprünglich Benediktinerkloster, dann griechisch-orthodoxe Kirche, dann protestantische Kirche, 1739 den Franziskanern übergeben, 1856: Residenz, heute Wallfahrtskirche, Lage: )
- Hrvatska Kostajnica (Patrozinium: Hl. Antonius von Padua, gegr. ?, 1856: Residenz, Lage: )

1856 gehörten 12 Konvente und drei Residenzen zur Provinz. 1865 waren es 13 Konvente (Zagreb, Varaždin, Krapina, Virovitica, Kloštar Ivanić, Čakovec, Pecs/Fünfkirchen, Szigetvár, Siklós, Nagykanizsa, Segesd, Hrvatska Kostajnica) und zwei Residenzen (Nagyatád und Máriagyüd).
| Amtszeit                    | Provinzial/Provinzvikar                     | Sonstige Ämter und Anmerkungen      |
| --------------------------- | ------------------------------------------- | ----------------------------------- |
| 1661 bis 1664               | Timotheus Megyurechky/Meyjurečki            |                                     |
| 1664 bis 1668               | Elias Jambrussich/Jambrušić                 |                                     |
| 1668 bis 1671               | Maximilianus Tkalchevich/Tkalčević          |                                     |
| 1671 bis 1674               | Raphael Ztolnichich/Ztolničić               |                                     |
| 1674 bis 1677               | Fridericus Cziboczy/Ciboci                  |                                     |
| 1677 bis 1680               | Timotheus Megyurechky/Meyjurečki            | zweite Amtszeit                     |
| 1680 bis 1684               | Elias Jambrussich/Jambrušić                 | zweite Amtszeit                     |
| 1684 bis 1687               | Alexius Buziakovich/Buziaković              |                                     |
| 1687 bis 1990               | Elias Jambrussich/Jambrušić                 | dritte Amtszeit                     |
| 1690 bis 1693               | Aegydius Vichich/Vičić                      |                                     |
| 1693 bis 1696               | Alexius Buziakovich/Buziaković              | zweite Amtszeit                     |
| 1696 bis 1699               | Maximilianus Klarich/Klarić                 |                                     |
| 1699 bis 1702               | Antonius Partlecz/Partlec                   |                                     |
| 1702 bis 1705               | Alexius Buziakovich/Buziaković              | dritte Amtszeit                     |
| 1705 bis 1708               | Hilarion Szvilichich/Sviličić               |                                     |
| 1708 bis 1709               | Elzearius Luchich/Lucčić                    |                                     |
| 1709 bis 1712               | Maximilianus Klarich/Klarić                 | Provinzvikar                        |
| 1712 bis 1715               | Ladislaus Szente                            |                                     |
| 1715 bis 1718               | Chrysostomus Kovachich/Kovačić              |                                     |
| 1718 bis 1721               | Alexius Pucz/Puc                            |                                     |
| 1721 bis 1724               | Ladislaus Szente                            | zweite Amtszeit                     |
| 1724 bis 1727               | Elzearius Beszedichek/Besedičić             |                                     |
| 1727 bis 1730               | Ambrosius Szokachich/Sokačić                |                                     |
| 1730 bis 1733               | Capistranus Styber                          |                                     |
| 1733 bis 1736               | Antonius Fabsich/Fabšić                     |                                     |
| 1736 bis 1740               | Elzearius Beszedichek/Bešediček             | zweite Amtszeit                     |
| 1740 bis 1743               | Alexander Negovecz                          |                                     |
| 1743 bis 1746               | Cherubinus Fabsich/Fabšić                   |                                     |
| 1746 bis 1749               | Aloysius Babich/Babić                       |                                     |
| 1749 bis 1752               | Joannes Bapt Bellanovich/Bellanović         |                                     |
| 1752 bis 1755               | Cherubinus Fabsich/Fabšić                   | zweite Amtszeit                     |
| 1755 bis 1758               | Franciscus Rogecz/Rogec                     |                                     |
| 1758 bis 1762               | Bernardinus Mayor                           |                                     |
| 1762 bis 1765               | Josephus Brandenberg                        |                                     |
| 1765 bis 1768               | Cherubinus Fabsich/Fabšić                   | dritte Amtszeit                     |
| 1768 bis 1771               | Bernardinus Mayor                           |                                     |
| 1771 bis 1774               | Antonius Schimunarich/Šimunarić             |                                     |
| 1774 bis 1777               | Bonaventura Jenevein                        |                                     |
| 1777 bis 1780               | Cherubinus Dellamartina                     |                                     |
| 1780 bis 1783               | Leonardus Potochnyak/Potočniak              |                                     |
| 1783 bis 1791               | Apollinaris Horjáts/Horjáć                  |                                     |
| 1791 bis 1794               | Cherubinus Dellamartina                     | zweite Amtszeit                     |
| 1794 bis 1797               | Innocentius Herczer/Hercer                  |                                     |
| 1797 bis 1800               | Sabinus Szekovanich/Sekovanić               |                                     |
| 1800 bis 1803               | Petrus Petheö                               |                                     |
| 1803 bis 1806               | Eugenius Klimpacher/Klimpaher               |                                     |
| 1806 bis 1809               | Innocentius Herczer/Hercer                  | zweite Amtszeit                     |
| 1809 bis 1812               | Benvenutus Orlich/Orlić                     |                                     |
| 1812 bis 1815               | Petrus Petheö                               | zweite Amtszeit                     |
| 1815 bis 1818               | Ladislaus Laczkovich/Lacković               |                                     |
| 1818 bis 1821               | Carolus Istokovich/Istoković                |                                     |
| 1821 bis 1824               | Ladislaus Laczkovich/Lacković               | zweite Amtszeit                     |
| 1824 bis 1827               | Thomas Szitár                               |                                     |
| 1827 bis 1830               | Benvenutus Orlich/Orlić                     | zweite Amtszeit                     |
| 1830 bis 1833               | Nepomucenus Turbán/Turban                   |                                     |
| 1833 bis 1836               | Thomas Szitár                               | zweite Amtszeit                     |
| 1836 bis 1839               | Eugenius Rebich/Rebić (* 31. Januar 1789)   |                                     |
| 1839 bis 1842               | Guido Komesz/Gvido Komes                    |                                     |
| 1842 bis 1845               | Nepomucenus Turbán (* 3. Januar 1786)       | zweite Amtszeit                     |
| 7. August 1845 bis 1848     | Gerardus Zob (* 22. Februar 1789)           |                                     |
| 1848 bis 1851               | Eugenius Rebić                              | zweite Amtszeit                     |
| 14. Juli 1851 bis 1854      | Adalbertus Pillinger (* 14. Dezember 1794)  |                                     |
| 10. September 1854 bis 1857 | Adalbertus Pillinger                        | zweite Amtszeit, gewählt in Čakovec |
| 1857 bis 1860               | Gerardus Zob                                | zweite Amtszeit                     |
| 1860 bis 1863               | Anselmus Bolényi/Bolénji (* 12. April 1802) |                                     |
| 1863 bis 1866               | Landulphus Matkovič (* 11. September 1812)  |                                     |
| 1866 bis 1869               | Marinus Marinović (* 13. April 1806)        |                                     |
| 1869 bis 1872               | Simon Szömörics (* 23. Februar 1824)        |                                     |
| 1872 bis 1875               | Paulinus Vutić (* 21. März 1816)            |                                     |
| 1875 bis 1878               | Clemens Letlinger (* 16. April 1826)        |                                     |
| 1878 bis 1881               | Hieronymus Horvat (* 19. September 1832)    |                                     |
| 1881 bis 1884               | Ludovicus Horvath (* 5. Juni 1834)          |                                     |
| 1884 bis 1887               | Sigismundus Eger (* 29. Oktober 1837)       |                                     |
| 1887 bis 1890               | Clemens Letlinger                           | zweite Amtszeit                     |
| 1890 bis 1893               | Ludovicus Horvat                            | zweite Amtszeit                     |
| 1893 bis 1896               | Ludovicus Horvat                            | dritte Amtszeit                     |
| 1896 bis 1900               | Norbertus Nith                              | letzter Provinzial                  |

1900 wurde die Kroatische Provinz des heiligen Ladislaus aufgelöst. Die Konvente wurden zusammen mit in Slawonien und Kroatien gelegenen Konventen der Kapestraner-Provinz (Provincia S. Joannis a Capestrano) zur neuen Kroatischen Franziskanerprovinz der heiligen Cyrill und Methodius (Provincia SS. Cyrilli et Methodii) vereinigt.